# Jiřina Kalousová
Jiřina Kalousová (13. dubna 1931 Unhošť – 14. prosince 2022) byla česká učitelka a dlouholetá organizátorka biologických olympiád.

## Učitelství a výchova biologů
Jiřina Kalousová vystudovala Pedagogickou fakultu Univerzity Karlovy v oboru biologie a chemie. Mezi lety cca. 1954 a 1983 pracovala v Ústředním domě pionýrů a mládeže Julia Fučíka v Praze v Gröbově vile v oddělení přírodních věd. V roce 1983 byla nucena z politických důvodů odejít z Domu dětí a nastoupila na Základní devítiletou školu Štěpánská v Praze, kde učila na druhém stupni biologii a zeměpis do odchodu do penze.
Jiřina Kalousová se významně angažovala ve výchově mladé generace biologů. V květnu roku 1963 stála u příprav I. ročníku Biologické olympiády pro žáky tehdejších středních všeobecně vzdělávacích škol v Praze. Spolu s ní se na přípravě první olympiády na rok 1964 podílel Jaroslav Lang, Jan Stoklasa, Silvestr Prát, Karel Wenig, Vojtěch Fetter. Mezi lety 1963 až 1983 potom působila jako tajemnice Ústřední komise Biologické olympiády. Na středních školách kromě Biologické olympiády organizovala také soutěž Natura semper viva, ze které v roce 1978 vznikla soutěž Středoškolská odborná činnost. Jiřina Kalousová působila jako vedoucí letních celostátních soustředění pro žáky připravující se na tyto soutěže.
Za přínos k rozvoji Biologické olympiády dostala Jiřina Kalousová v roce 2006 ocenění od tehdejší ministryně školství Petry Buzkové.